# Lemnetea minoris
Lemnetea minoris (R.Tx. 1955) – syntakson w randze klasy reprezentujący zbiorowiska roślinne o najniższym poziomie organizacji. Należą tu zbiorowiska wodne roślin pleustonowych.

## Charakterystyka
Zbiorowiska roślin unoszących się na powierzchni wody. Łatwo ulegają zaburzeniom i przekształceniom (wystarczy ruch wody). Często tworzą kompleksy zbiorowisk z roślinnością nadwodną (klasa Phragmitetea, Alnetea glutinosae) i podwodną (Potametea).
WystępowanieZbiorowiska pospolite w wodach stojących i bardzo wolno płynących, najczęściej w rowach, stawach, zbiornikach astatycznych, w zacisznych zatokach i wśród szuwarów nad jeziorami i rzekami.
Gatunki charakterystyczne
ChCl.: rzęsa drobna (Lemna minor), spirodela wielokorzeniowa (Spirodela polyrhiza), wolfia bezkorzeniowa (Wolffia arrhiza).
Podkategorie syntaksonomiczne
W obrębie syntaksonu wyróżniany jest w Polsce jeden rząd:
- Lemnetalia minoris - obejmujący zbiorowiska z dominacją roślin zarodnikowych lub przedstawicieli podrodziny rzęsowatych,

## Dyskusja ujęcia syntaksonomicznego i synonimy
Ze względu na bardzo niski poziom organizacji zbiorowisk i w związku z tym dużą zmienność składu florystycznego, klasyfikacja tej klasy roślinności jest bardzo dyskusyjna. Istnieje szereg odrębnych ujęć syntaksonomicznych, różniących się od publikowanego przez Matuszkiewicza (2005). Rozbieżności dotyczą klasyfikacji zbiorowisk reprezentujących w zależności od ujęcia trzy różne klasy (poza Lemnetea, także Utricularietea intermedio-minoris i Potametea.
W opracowaniach różnych autorów wyróżniono kilkanaście zbiorowisk tej klasy nie licząc zbiorowisk synonimicznych i zaliczanych przez większość fitosocjologów do innych klas: Riccietum fluitantis, Wolffietum arrhizae, Salvinio-Spirodeletum polyrrhizae, Lemnetum gibbae, Wolffio-Lemnetum gibbae, Lemnetum minoris, Lemno-Spirodeletum, Spirodelo-Lemnetum minoris, Lemna minor-Lemna trisulca, Lemno-Utricularietum, a także  Spirodeletum polyrhizae,  Lemnetum trisulcae,  Ricciocarpetum natantis,  Lemno minoris-Salvinietum natantis i in. Często przynależność danej fitocenozy do konkretnego syntaksonu jest trudna do określenia, a zakresy ww. zbiorowisk pokrywają się. W związku z tym syntetyczne opracowania redukują liczbę zespołów do kilku.
Klasa w szerokim ujęciu (stosowanym np. w Niemczech) autorstwa De Bolós et Masclans (1955) obejmuje np. rząd Hydrocharitetalia Rübel 1933 z zespołem żabiścieku pływającego Hydrocharitetum morsus-ranae van Langendonck 1935 i osoki aloesowatej Stratiotetum aloidis Nowinski 1930 (oba w klasyfikacji Matuszkiewicza w klasie Potametea). Zaliczany tu też jest zespół rzęs i pływacza zwyczajnego Lemno-Utricularietum vulgaris Soó 1947 oraz zespół pływacza zachodniego Utricularietum neglectae T. Müller et Görs 1960 (brak u Matuszkiewicza).
W ujęciu przyjętym przez Tomaszewicza wyróżniany jest tylko jeden związek – Lemnion minoris, podzielony na cztery zespoły – Lemno-Spirodeletum Koch 1954, grupujący zróżnicowane, mało specyficzne fitocenozy oraz bardziej specyficzne – Wolffietum arrhizae Miyaw. et J.Tx. 1960, Riccietum fluitantis Slavnić 1956 i Salvinietum natantis (syn. Salvinio-Spirodeletum polyrrhizae). Zbiorowiska pozostałych pleustofitów, np. żabiścieku pływającego albo pływaczy zaliczane są do klasy Potametea.
Do klasy tej zaliczane są często zbiorowiska bez klasyfikowania ich do rangi zespołu roślinnego. Przykładami mogą być zbiorowiska: rzęsy drobnej, rzęsy turionowej (opisane też jako Lemnetum minori-turioniferae (Wolff et Jentsch 1992) Passarge 1996), Azolla filiculoides (opisane też jako zespół Azollo filiculoidis-Lemnetum minusculae Felzines et Loiseau 1991), aldrowandy pęcherzykowej.
SynonimyLemnetea minoris De Bolós et Masclans 1955, Lemnetea (minoris)  (Tx. 1955) Oberd. 1957, Lemnetea minoris  Koch et Tx. 1955.

## Zagrożenia i ochrona
Zbiorowiska tej klasy nie są wyznacznikiem siedlisk chronionych. Mogą jednak występować w kompleksach z chronioną bogatą roślinnością zbiorników eutroficznych (Potametea), starorzeczy lub zbiorników dystroficznych.